# Wilhelm Ferdinand Erichson
Dr Wilhelm Ferdinand Erichson (26 de novembre de 1809, Stralsund - 18 de desembre de 1848, Berlín) va ser un entomòleg alemany.
Va ser autor de nombrosos articles sobre insectes, principalment a l'obra Archiv für Naturgeschichte. Erichson va escriure un article l'any 1842 sobre les espècies d'insectes recollits a Woolnorth (Tasmània), Austràlia, que va ser la primera recerca detallada publicada sobre la biogeografia dels animals australians i va ser molt influent en l'augment d'interès científic en la fauna australiana.

## Obra
- Genera Dytiscorum. Berlín (1832).
- Die Käfer der Mark Brandenburg. Dues v. Berlín (1837-1839).[2]
- Genera et species Staphylinorum insectorum. Berlín 1839-1840).
- Entomographien. Berlín (1840).
- 1839: «IX. Insecten». Archiv fur Naturgeschichte 5(2): 281-375.[3]
- 1842: «Beitrag zur Insecten-Fauna von Vandiemensland, mit besonderer Berücksichtigung der geographischen Verbreitung der Insecten». Archiv fur Naturgeschichte 8: 83-287.[4]
- Bericht über die wissenschaftlichen Leistungen auf dem Gebiete der Entomologie. Berlín (1838).
- Naturgeschichte der Insekten. Berlín (1845-1848).